# Хингуй (станция)
Хингу́й — станция Иркутского региона Восточно-Сибирской железной дороги на 4703 километре Транссибирской магистрали .
Расположена в посёлке Хингуй Нижнеудинского района Иркутской области. Крайняя северная станция Иркутского региона ВСЖД.

## История
Открыта в 1899 году. В начале XX века являлась станцией V класса. Рядом был сооружён пруд на реке Мут, вода из которого использовалась для заправки паровозов и обеспечения посёлка. На сегодняшний день он используется для обеспечения водой жителей и является местом отдыха населения Нижнеудинского района.

## Инфраструктура
Станция из 5 путей, 4 из которых электрифицированы, 5-й не электрифицирован. Он подходит к высокой платформе, на которую ранее выгружались военные, затем временно использовалась железнодорожной компанией «Сибопора». В 2008 году на станции было закончено строительство нового вокзала и ремонт платформ. Старый вокзал был снесён.
На станции останавливаются только пригородные поезда, ранее останавливались пассажирские поезда № 659/660 Иркутск — Тайшет и № 357 Иркутск — Абакан.

## Пригородное сообщение по станции
| № поезда | Маршрут движения    | № поезда | Маршрут движения    |
| -------- | ------------------- | -------- | ------------------- |
| 6405     | Тулун — Нижнеудинск | 6406     | Нижнеудинск — Тулун |
| 6407     | Тулун — Нижнеудинск | 6408     | Нижнеудинск — Тулун |